# Tiombe Hurd
Pour les articles homonymes, voir Hurd.
Tiombe Hurd  (née le 17 août 1973 à Seattle) est une athlète américaine, spécialiste du triple saut.

## Biographie
Elle remporte la médaille de bronze du triple saut lors des Championnats du monde en salle 2001, à Lisbonne au Portugal, devancée par la Bulgare Tereza Marinova et la Russe Tatyana Lebedeva. 
Elle s'adjuge le titre des championnats des États-Unis en plein air en 2001 et remporte les sélections olympiques américaines 2004 en établissant un nouveau record national avec 14,45 m.

### Palmarès
| Date | Compétition                    | Lieu           | Résultat | Marque  |
| ---- | ------------------------------ | -------------- | -------- | ------- |
| 1998 | Goodwill Games                 | Uniondale      | 3e       | 13,63 m |
| 1999 | Jeux panaméricains             | Winnipeg       | 5e       | 13,69 m |
| 2001 | Championnats du monde en salle | Lisbonne       | 3e       | 14,19 m |
| 2003 | Jeux panaméricains             | Saint-Domingue | 5e       | 13,68 m |

### Records
| Épreuve     | Épreuve   | Performance | Lieu       | Date            |
| ----------- | --------- | ----------- | ---------- | --------------- |
| Triple saut | Plein air | 14,45 m     | Sacramento | 11 juillet 2004 |
| Triple saut | Salle     | 14,19 m     | Lisbonne   | 11 mars 2001    |